# Прва влада Мила Ђукановића
На првим вишепартијским изборима у Црној Гори одржаним у децембру 1990. године побиједио је Савез Комуниста Црне Горе (који је убрзо промијенио име у Демократска партија социјалиста), а за предсједника Владе, 15. фебруара 1991. године изабран је је Мило Ђукановић. Дужност премијера обављао је узастопно у три мандата, све до 19. октобра 1997.

## Састав Владе
| Функција          | Портрет | Име и презиме  | Странка      | Напомене |
| ----------------- | ------- | -------------- | ------------ | -------- |
| Предсједник Владе |         | Мило Ђукановић | СК ЦГ/ДПС ЦГ |          |